# Andrew Eugene Bellisario

Andrew Eugene Bellisario (Anchorage-Juneau)

Andrew Eugene Bellisario là một giám mục người Hoa Kỳ của Giáo hội Công giáo Rôma. Ông được bổ nhiệm chức vị Giám mục chính tòa Giáo phận Juneau, bang Alaska, Hoa Kỳ.

## Tiểu sử
Giám mục Andrew sinh ngày 13 tháng 12 năm 1956 tại Alhambra, thuộc Tổng giáo phận Los Angeles, bang California, Hoa Kỳ. Năm 18 tuổi, chàng trai Andrew quyết định gia nhập dòng Congregation of the Mission, viết tắt là C.M.. Hoạt động tại đây, ông liên tục thăng tiến trong công việc mục vụ, trước là lãnh chức Phó tế ngày 9 tháng 4 năm 1983, và sau đó không lâu tiến đến lãnh nhận chức vụ linh mục ngày 16 tháng 6 năm 1984.
Ngày 11 tháng 7 năm 2017, Phòng Báo chí Tòa Thánh loan báo thông tin Giáo hoàng đã chọn linh mục Andrew Eugene Bellisario làm Giám mục chính tòa Giáo phận Juneau, bang Alaska. Lễ Tấn phong cho Tân giám mục được cử hành vào ngày 10 tháng 10 năm 2017.